# Lijst van Duitse kabinetten

## Duitse kabinetten (1933–1945)
| Kabinet  | Kabinet  | Kabinet                   | Ambtstermijn    | Ambtstermijn  | Anciënniteit | Rijkskanselier                    | Partij(en)       | Verkiezing(en) |
| -------- | -------- | ------------------------- | --------------- | ------------- | ------------ | --------------------------------- | ---------------- | -------------- |
|          | Hitler   | Adolf Hitler              | 30 januari 1933 | 30 april 1945 | 4473 dagen   | Adolf Hitler (NSDAP)              | NSDAP DNV (1933) | 1933 (1)       |
| 1933 (2) | Hitler   | Adolf Hitler              | 30 januari 1933 | 30 april 1945 | 4473 dagen   | Adolf Hitler (NSDAP)              | NSDAP DNV (1933) |                |
| 1936     | Hitler   | Adolf Hitler              | 30 januari 1933 | 30 april 1945 | 4473 dagen   | Adolf Hitler (NSDAP)              | NSDAP DNV (1933) |                |
| 1939     | Hitler   | Adolf Hitler              | 30 januari 1933 | 30 april 1945 | 4473 dagen   | Adolf Hitler (NSDAP)              | NSDAP DNV (1933) |                |
|          | Goebbels | Joseph Goebbels           | 30 april 1945   | 1 mei 1945    | 1 dag        | Joseph Goebbels (NSDAP)           | NSDAP            |                |
|          | Schwerin | Lutz Schwerin von Krosigk | 1 mei 1945      | 23 mei 1945   | 22 dagen     | Lutz Schwerin von Krosigk (NSDAP) | NSDAP            |                |

## Duitse kabinetten (1949–heden)
| Kabinet      | Kabinet          | Kabinet              | Ambtstermijn      | Ambtstermijn     | Anciënniteit                      | Bondskanselier         | Partij(en)                 | Verkiezing(en) |
| ------------ | ---------------- | -------------------- | ----------------- | ---------------- | --------------------------------- | ---------------------- | -------------------------- | -------------- |
|              | Adenauer I       | Konrad Adenauer      | 15 september 1949 | 20 oktober 1953  | 1496 dagen                        | Konrad Adenauer (CDU)  | CDU/CSU FDP DP             | 1949           |
| Adenauer II  | 20 oktober 1953  | Konrad Adenauer      | 29 oktober 1957   | 1470 dagen       | CDU/CSU FDP DP GB/BHE (1953–1956) | Konrad Adenauer (CDU)  | 1953                       |                |
| Adenauer II  | 20 oktober 1953  | Konrad Adenauer      | 29 oktober 1957   | 1470 dagen       | CDU/CSU DP FVP (1956–1957)        | Konrad Adenauer (CDU)  | 1953                       |                |
| Adenauer III | 29 oktober 1957  | Konrad Adenauer      | 14 november 1961  | 1477 dagen       | CDU/CSU DP (1957–1960)            | Konrad Adenauer (CDU)  | 1957                       |                |
| Adenauer III | 29 oktober 1957  | Konrad Adenauer      | 14 november 1961  | 1477 dagen       | CDU/CSU (1960–1961)               | Konrad Adenauer (CDU)  | 1957                       |                |
| Adenauer IV  | 14 november 1961 | Konrad Adenauer      | 14 december 1962  | 395 dagen        | CDU/CSU FDP                       | Konrad Adenauer (CDU)  | 1961                       |                |
| Adenauer V   | 14 december 1962 | Konrad Adenauer      | 16 oktober 1963   | 306 dagen        | CDU/CSU FDP                       | Konrad Adenauer (CDU)  | 1961                       |                |
|              | Erhard I         | Ludwig Erhard        | 16 oktober 1963   | 26 oktober 1965  | 741 dagen                         | Ludwig Erhard (CDU)    | 1961                       | CDU/CSU FDP    |
| Erhard II    | 26 oktober 1965  | Ludwig Erhard        | 1 december 1966   | 401 dagen        | 1965                              | Ludwig Erhard (CDU)    |                            | CDU/CSU FDP    |
|              | Kiesinger        | Kurt Georg Kiesinger | 1 december 1966   | 22 oktober 1969  | 1965                              | 1056 dagen             | Kurt Georg Kiesinger (CDU) | CDU/CSU SPD    |
|              | Brandt I         | Willy Brandt         | 22 oktober 1969   | 15 december 1972 | 1150 dagen                        | Willy Brandt (SPD)     | SPD FDP                    | 1969           |
| Brandt II    | 15 december 1972 | Willy Brandt         | 16 mei 1974       | 517 dagen        | 1972                              | Willy Brandt (SPD)     | SPD FDP                    |                |
|              | Schmidt I        | Helmut Schmidt       | 16 mei 1974       | 14 december 1976 | 1972                              | 943 dagen              | Helmut Schmidt (SPD)       | SPD FDP        |
| Schmidt II   | 14 december 1976 | Helmut Schmidt       | 4 november 1980   | 1421 dagen       | 1976                              |                        | Helmut Schmidt (SPD)       | SPD FDP        |
| Schmidt III  | 4 november 1980  | Helmut Schmidt       | 1 oktober 1982    | 696 dagen        | 1980                              |                        | Helmut Schmidt (SPD)       | SPD FDP        |
|              | Kohl I           | Helmut Kohl          | 1 oktober 1982    | 29 maart 1983    | 1980                              | 179 dagen              | Helmut Kohl (CDU)          | CDU/CSU FDP    |
| Kohl II      | 29 maart 1983    | Helmut Kohl          | 12 maart 1987     | 1444 dagen       | 1983                              |                        | Helmut Kohl (CDU)          | CDU/CSU FDP    |
| Kohl III     | 12 maart 1987    | Helmut Kohl          | 18 januari 1991   | 1408 dagen       | 1987                              |                        | Helmut Kohl (CDU)          | CDU/CSU FDP    |
| Kohl IV      | 18 januari 1991  | Helmut Kohl          | 17 november 1994  | 1399 dagen       | 1990                              |                        | Helmut Kohl (CDU)          | CDU/CSU FDP    |
| Kohl V       | 17 november 1994 | Helmut Kohl          | 27 oktober 1998   | 1440 dagen       | 1994                              |                        | Helmut Kohl (CDU)          | CDU/CSU FDP    |
|              | Schröder I       |                      | 27 oktober 1998   | 22 oktober 2002  | 1456 dagen                        | Gerhard Schröder (SPD) | SPD B'90/DG                | 1998           |
| Schröder II  | 22 oktober 2002  | 22 november 2005     | 1127 dagen        | 2002             |                                   | Gerhard Schröder (SPD) | SPD B'90/DG                |                |
|              | Merkel I         | Angela Merkel        | 22 november 2005  | 28 oktober 2009  | 1436 dagen                        | Angela Merkel (CDU)    | CDU/CSU SPD                | 2005           |
| Merkel II    | 28 oktober 2009  | Angela Merkel        | 17 december 2013  | 1511 dagen       | CDU/CSU FDP                       | Angela Merkel (CDU)    | 2009                       |                |
| Merkel III   | 17 december 2013 | Angela Merkel        | 14 maart 2018     | 1548 dagen       | CDU/CSU SPD                       | Angela Merkel (CDU)    | 2013                       |                |
| Merkel IV    | 14 maart 2018    | Angela Merkel        | 8 december 2021   | 1365 dagen       | CDU/CSU SPD                       | Angela Merkel (CDU)    | 2017                       |                |
|              | Scholz           | Olaf Scholz          | 8 december 2021   | 6 mei 2025       | 1245 dagen                        | Olaf Scholz (SPD)      | SPD B'90/DG FDP            | 2021           |
|              | Merz             | Friedrich Merz       | 6 mei 2025        |                  | 57 dagen                          | Friedrich Merz (CDU)   | CDU/CSU SPD                | 2025           |